# Литоптерны
Литоптерны (лат. Litopterna, от др.-греч. λῑτή πτέρνα — гладкая пятка) — отряд вымерших млекопитающих, который жил в эпоху кайнозоя в Южной Америке и исчез в позднем плейстоцене. Наряду с «Didolodontidae» литоптерн относят к кладе Panameriungulata, сближаемой с непарнокопытными (Perissodactyla); прежде этот отряд классифицировали в составе полифилетического надотряда южноамериканских копытных (Meridiungulata).

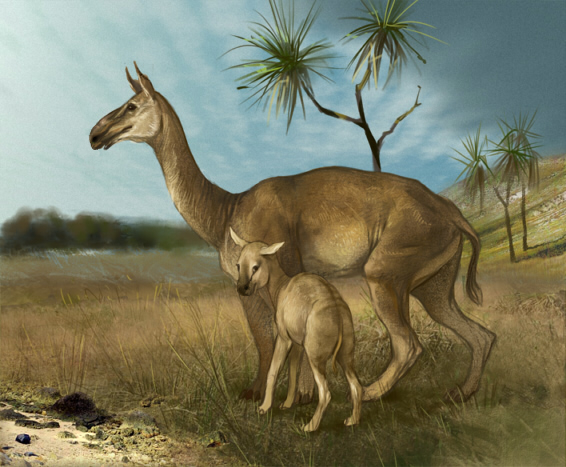
Macrauchenia patachonica

## Особенности
Литоптерны отличались удлинёнными конечностями и редукцией количества пальцев на ногах, из-за чего некоторые представители отряда внешне очень напоминали верблюдов или лошадей, занимая, по-видимому, схожие экологические ниши. Зубы были относительно примитивными и, в отличие от других южноамериканских копытных, не имели большой специализации. Литоптерны питались различной мягкой растительностью. Размеры были от небольших до средних, максимальная высота в холке 1,5 м.

## История развития
Существование литоптерн доказано в палеоцене, из эоцена имеются различные находки на антарктическом континенте, который в то время был ещё соединён с Южной Америкой и был значительно теплее, чем сегодня. Большинство представителей отряда вымерло после возникновения Панамского перешейка в конце плиоцена, уступив более приспособленным верблюдам, лошадям и оленям, пришедшим из Северной Америки. Возможно, что они не смогли выстоять и перед новыми хищниками, в том числе представителями псовых и кошачьих. Лишь два рода литоптерн — Windhausenia и Macrauchenia — оказались достаточно приспособленными и выжили до конца плейстоцена.

## Классификация
Литоптерны делятся на два крупных надсемейства:
- Protherotheroidea демонстрировали особо сильную редукцию количества пальцев и схожесть с лошадьми (аналогично нотогиппидам из отряда нотоунгулят). Известными представителями являются Diadiaphorus, ступавший по земле лишь одним копытом, в то время как остальные пальцы атрофировались, и Thoatherium, конечности которого, как у современных лошадей, кончались одним лишь копытом.
- Macrauchenioidea были похожи на верблюдов благодаря своей длинной шее, длинным конечностям и широким ногам. В отличие от верблюдов, их ноги заканчивались тремя пальцами. Самым знаменитым представителями этого семейства были макраухении, имевшие, возможно, короткий хобот и сохранившиеся до конца плейстоцена.

† Отряд Litopterna
- † Семейство Protolipternidae — incertae sedis

- † Надсемейство Macrauchenioidea
  - † Семейство Macraucheniidae
  - † Семейство Notonychopidae
  - † Семейство Adianthidae
- † Надсемейство Proterotherioidea
  - † Семейство Proterotheriidae